# Cannon Fodder 3
Cannon Fodder 3 is een videospel voor de PC. Het spel kwam eind 2011 in Rusland uit, en begin 2012 via Steam voor de rest van de wereld.

## Veranderingen
Cannon Fodder 3 is het eerste spel uit de serie dat zich zal afspelen in een volledige 3D omgeving. De zicht op het slagveld zal echter wel hetzelfde zijn als in de eerste twee delen, namelijk isometrisch. Verder zal het spel weerseffecten bevatten, een dag- en nachtcyclus, watereffecten en de mogelijkheid om de omgeving compleet te vernielen. Waarbij het verhaal zich in de eerste twee delen enkel op aarde afspeelde, zullen er in dit deel ook missies in de ruimte en op de maan plaatsvinden.